# Jeremy Casebeer
Jeremy Casebeer (* 3. Januar 1989 in Santa Barbara, Kalifornien) ist ein US-amerikanischer Beachvolleyballspieler.

## Karriere
Jeremy Casebeer spielte von 2008 bis 2012 Hallenvolleyball als Außenangreifer bei den UCLA Bruins in Los Angeles. Parallel dazu spielte er seit 2008 mit zahlreichen Partnern auf der AVP Tour und anderen US-amerikanischen Turnieren. International war er seit 2014 auf der FIVB World Tour und seit 2015 auf der NORCECA Continental Tour aktiv. 2019 spielte Casebeer an der Seite von Chaim Schalk, mit dem er das AVP Open Turnier in Seattle und auf der NORCECA Tour in Hato Mayor gewann.

## Privates
Casebeer war mit der brasilianischen Beachvolleyballerin Maria Clara Salgado verheiratet und hat mit ihr seit 2016 einen Sohn.